# Kiczora (Kamesznica)
Kiczora (744 m n.p.m.) – niewybitny szczyt w Paśmie Baraniej Góry i Skrzycznego w Beskidzie Śląskim. Znajduje się na bocznej odnodze grzbietu wybiegającego od szczytu Wierchu Wisełka w kierunku południowo-wschodnim. W grzbiecie tym kolejno znajdują się: Skałka, Wojtasowa Grapa i Motykowa Grapa. Kiczora znajduje się w bocznym, zachodnim odgałęzieniu Wojtasowej Grapy. Na poziomicowej mapie Geoportalu jest to wyrażny szczyt z wysokością 744m, ale bez nazwy, nazwę szczytu i tę samą wysokość podaje mapa Compassu. Zachodni stok Kiczory stromo opada do potoku Janoszka, wschodni do jego dopływu. W południowym kierunku opada z Kiczory grzbiet oddzielający te potoki, zakończony szczytem Solisko.
Kiczora to często występująca w Karpatach nazwa pochodzenia wołoskiego, oznaczająca zarośniętą górę. Znajduje się w granicach wsi Kamesznica w województwie śląskim, w powiecie żywieckim, w gminie Milówka.